# Тахнун Бин Мохамед (стадион)
Тахнун Бин Мохамед Стэдиум (араб. استاد طحنون بن محمد‎) — мультиспортивный стадион, расположенный в городе Эль-Айн, ОАЭ. Ныне вмещает 16 000 зрителей, используется в основном для проведения матчей по футболу, является домашним стадионом футбольного клуба «Аль-Айн». Тахнун Бин Мохамед Стэдиум дважды принимал у себя финал Лиги чемпионов АФК: в розыгрышах 2003 и 2005 годов. 30 мая 2006 года газеты ОАЭ сообщили о новом более современном стадионе, который должен был быть построенным в течение следующих 5 лет в Эль-Айне.